# LPAR
LPAR (Logical Partition) ist die Aufteilung eines IBM-Großrechners (Mainframe) in mehrere virtuelle Systeme. In jedem virtuellen System kann eine Instanz des gleichen oder unterschiedlicher Betriebssysteme ausgeführt werden.
Die Aufteilung wird durch den Processor Resource/System Manager (PR/SM) realisiert, der eine LIC-Funktion ist (LIC = Licensed Internal Code, eine Art BIOS des Mainframes).
Der Systemadministrator kann festlegen, welche Ressourcen (CPUs, Arbeitsspeicher usw.) einer Partition zugewiesen werden sollen. In einem System z Parallel Sysplex können Prozessor- und I/O-Ressourcen auch dynamisch durch Workload Manager gesteuert werden, damit Zielvorgaben möglichst eingehalten werden.
Die Verwendung von LPARs ist ein Beispiel für eine Serverpartitionierung.

## System z
Moderne System-z-Rechner (z. B. z10 Enterprise Class) können bis zu 60 LPARs verwalten. Das kommende z13 Enterprise Class System wird 85 LPARs unterstützen.
Mit Hilfe des Betriebssystems z/VM können auf einem IBM-Großrechner beliebig viele virtuelle Maschinen erzeugt werden, sofern ausreichend Ressourcen vorhanden sind.

### zLinux Betriebsmodi
- Native Mode: Alle verfügbaren Hardwareressourcen werden verwendet
- LPAR Mode: Hardwareressourcen werden in „logische Partitionen“ aufgeteilt
- VM Mode: Hardwareressourcen werden „virtualisiert“, beispielsweise unter den Hypervisorbetriebssystemen z/VM oder KVM (Kernel-based Virtual Machine)

Der Native Mode steht bei den aktuellen System z Maschinen nicht mehr zur Verfügung, da diese Systeme nur im LPAR Mode betrieben werden können.

## pSeries / System p / Power Systems
Power4-basierte Rechner können bis zu 32 logische Partitionen beinhalten. Die Granularität der Partitionierung ist bei pSeries eine CPU, 256 MB RAM, ein I/O Adapter. Mit AIX-Version 5.2L können die LPARs dynamisch (ohne Reboot) repartioniert werden. Linux-, AIX-5.1- und AIX-5.2-Betriebssysteme können gleichzeitig in einem pSeries-Rechner in verschiedenen LPARs betrieben werden. Als Linux-Distributionen werden Novell SuSE Linux SLES 8 und 9 für PPC sowie Red Hat Advanced Server 3.0 unterstützt.
Ab Power5 und AIX 5.3 können LPARs mit rechnerisch weniger als einer ganzen CPU betrieben werden. Diese so genannte Micropartitions (oder Shared Processor LPARs, kurz SPLPARs) benötigen mindestens 0,1 CPU-Anteile (Capacity Entitlement, kurz CE), die in 1-%-Schritten verändert werden können. Somit sind pro CPU bis zu 10 LPARs denkbar.
Es gibt zwei Betriebsmodi: gedeckelt/capped (harte Obergrenze an CEs) und ungedeckelt/uncapped (nach oben offen). Besonders elegant und pflegeleicht sind uncapped SPLPARs, da hier die CE-Zuteilung vom POWER Hypervisor (PHYP) alle 10 ms neu berechnet wird. LPARs, die wenig Last haben, stellen ihre CEs dem Pool zur Verfügung, damit LPARs mit hoher Last befriedigt werden können.
Seit AIX 6.1 und der neuen Power6-Technologie können LPARs von einer Maschine zu einer anderen verschoben werden. Diese Funktion wird als Live Partition Mobility bezeichnet. Neben AIX werden als weitere LPAR-Betriebssysteme auch SuSE SLES 10 und 11 Server für PPC unterstützt.

## PCs & Server
PCs und Server (x86-Architektur) erlaubten bisher keine Einrichtung von LPARs. Erster Anbieter für diese Technologie ist HDS (Hitachi Data Systems) mit dem Hitachi Compute Blade System CB500 oder CB2000. Dort können bis zu 60 LPARS angelegt werden.
Alternativ kann man am ehesten mit Xen eine ähnliche Partitionierung erreichen. Weitere existierende Softwarelösungen zur Virtualisierung von PC-Systemen sind kommerzielle Produkte wie VMware ESX. Freie Produkte sind KVM, VirtualBox, Bochs, die Windows-Version von Virtual PC (unter Windows XP; nicht mehr weiterentwickelt), QEMU und User Mode Linux.